# Aqua Teen Forever: Plantasm
Aqua Teen Forever: Plantasm è un film d'animazione direct-to-video del 2022 scritto e diretto da Matt Maiellaro e Dave Willis.
Seguito stand-alone di Aqua Teen Hunger Force Colon Movie Film for Theaters, è basato sulla serie animata Aqua Teen Hunger Force di Adult Swim.
Gli Aqua Teen si riuniscono ed entrano in conflitto con un magnate della tecnologia di nome Neil, che gestisce una grande multinazionale chiamata Amazin.
I membri del cast Dana Snyder, Carey Means e Dave Willis riprendono i ruoli dei protagonisti, affiancati dagli attori Peter Serafinowicz, Paul Walter Hauser, Natasha Rothwell, Robert Smigel, Tim Robinson e Jo Firestone. Il film è stato distribuito in blu-ray, 4K Ultra HD e in digitale a partire dall'8 novembre 2022 tramite Warner Bros. Home Entertainment.

## Trama
Gli Aqua Teen si sono separati dopo che Fritto ha deciso di andarsene via per la sua frustrazione, mentre Polpetta e Frullo sono stati costretti ad abbandonare la loro casa. Fritto inizia a lavorare presso il reparto informatico dell'azienda Amazin, guidata dal solitario e piccolo proprietario Neil dal suo grattacielo Llama Dolly, che si dice sia un'astronave funzionante. Un giorno Fritto viene convocato da Neil, il quale gli spiega il suo desiderio di diventare più alto. Fa la conoscenza del suo assistente Elmer, uno scienziato che ha avuto poco successo in materia e che lavora alla creazione di piante con intelligenza umana. Quando Neil chiede a Fritto di riparare una delle macchine per lo stretching di Elmer, Fritto gli suggerisce invece lo splicing del suo DNA per clonare una versione più grande di Neil e accetta con entusiasmo. Più tardi quella notte, Fritto viene attaccato da rapinatori e in parte mutilato, prima di essere salvato da Neil ed Elmer. Dopo diversi esperimenti falliti, Fritto è in grado di unire il DNA di una giraffa e dell'ex giocatore di basket Shawn Kemp a quello di Neil, creando un clone estremamente alto. Il clone si fa chiamare Big Neil e usurpa immediatamente la posizione di Neil, rinchiudendolo in una scatola di legno. Nel frattempo, Frullo e Polpetta raggiungono la casa di Carl per chiedergli se possono dormire da lui, tuttavia li lascia rimanere nel suo cortile. Quando Amazin ha iniziato a inviare decine di pacchi a tutti gli indirizzi degli Stati Uniti, Carl ha provato a rubare anche quelli delle altre case, tuttavia ha notato che la maggior parte di essi erano completamente vuoti. Polpetta e Frullo usano le scatole vuote per costruire delle case provvisorie nel cortile di Carl, tuttavia quando l'irrigatore del giardino si accende e bagna le scatole, queste si trasformano in creature vegetali aggressive. Insieme a Carl riescono a contattare Fritto scoprendo che lavora per Amazin e quando cercano di avvertirlo della situazione, non è disposto ad ascoltare la loro storia. Di ritorno in azienda, Fritto scopre che Big Neil ed Elmer hanno licenziato tutti gli impiegati, due razze aliene chiamate Japongaloidi e Fraptaculani, che Neil aveva ridotto in schiavitù usando il Llama Dolly. Big Neil ed Elmer pianificano di sostituire gli alieni con le creature vegetali che Elmer ha finalmente sviluppato con successo sintetizzando il cristallo di Fritto. Nel frattempo, Neil rivela di essersi avvicinato a Fritto solo per ottenere l'accesso al suo cristallo e che tutti i prodotti Amazin consistono esclusivamente di semi che si sviluppano in creature malvagie se annaffiate. Quando una tempesta crea una distesa di creature vegetali che sembrano sopraffare gli umani, Big Neil licenzia Elmer e vuole uccidere le creature con un pesticida. Elmer decide di consumare dei semi e quando beve dell'acqua inizia a trasformarsi in un gigantesco ibrido uomo-pianta con le sembianze di un albero. Prende il controllo delle creature vegetali e attacca Big Neil e Neil, che fuggono al Llama Dolly. Fritto si precipita da Frullo e Polpetta e li aiuta a difendersi dalle creature vegetali. Quando stanno per essere sopraffatti, Carl arriva con la sua auto e riescono a fuggire fino a Used Babywipe Mountain, l'unico posto nel New Jersey al di sopra della linea degli alberi, dove saranno al sicuro dalle creature vegetali. Sul posto giunge anche il Llama Dolly e Fritto ei due Neil escogitano un piano per sterminare le creature vegetali: faranno volare il Llama Dolly sulla Luna e la spingeranno davanti al Sole per privare le creature vegetali della luce solare nel tentativo di ucciderle. Sulla Luna, la nave viene attaccata da quella dei Lunamiani. Mentre sta per perdere il combattimento, Fritto libera Neil dalla scatola poiché è l'unico in grado di far funzionare completamente la nave. Riescono a sconfiggere i Lunamiani e spingono la Luna davanti al Sole. Nel frattempo, Carl, Frullo e Polpetta creano un'auto mostruosa e con essa attaccano le creature vegetali. Anche i Japongaloidi ei Fraptaculani si uniscono alla battaglia. Quando la luna viene finalmente spinta davanti al sole, tutte le creature vegetali, incluso Elmer, muoiono, tuttavia la Terra inizia a congelarsi. Quando i due Neil tornano sulla Terra, vengono subito brutalmente uccisi dai Japongaloidi e dai Fraptaculani. Quando iniziano a chiedersi cosa mangeranno ora che la Terra si sta gelando, Carl afferma che gli Aqua Teen sono fatti di cibo e le due razze aliene li divorano. Un Frullo morente viene morso da Markula, il quale si trasforma in un pipistrello vampiro e urla "Sento odore di sequel".
Diverse volte durante il film, i Lunamiani rompono la quarta parete interrompendo il film, insultando gli spettatori e saltando o ripetendo parti del film.

## Personaggi e doppiatori
- Frullo (in originale: Master Shake), voce originale di Dana Snyder.

Un frappé. Insieme ai suoi fratelli Fritto e Polpetta, convive inizialmente in una casa di un quartiere suburbano del sud New Jersey e in seguito a Seattle e nella residenza fittizia di Seattle, in New Jersey.
- Fritto (in originale: Frylock), voce originale di Carey Means.

Un pacchetto rosso di patatine. Convive insieme ai suoi fratelli Frullo e Polpetta.
- Polpetta (in originale: Meatwad), voce originale di Dave Willis.

Una palla di carne macinata. Convive insieme ai suoi fratelli Frullo e Fritto.
- Carl Brutananadilewski, voce originale di Dave Willis.

Il vicino di casa degli Aqua Teen.
- Lunamiani, voci originali di Dave WIllis e Matt Maiellaro.

Due alieni pixellati in 2D chiamati Ignignokt e Err che provengono dalla Luna.
- Neil / Big Neil, voce originale di Peter Serafinowicz.

Il proprietario della multinazionale Amazin. Gestisce i suoi affari da un grattacielo a formo da lama noto come Llama Dolly.
- Elmer, voce originale di Paul Walter Hauser.

L'assistente incompetente di Neil.
- Japongaloidi, voci originali di Natasha Rothwell, Comedian CP e Blair Socci.

Una razza aliena proveniente da Japango. Dopo che il loro pianeta è stato distrutto da Neil, sono stati costretti a servire per lui in Amazin.
- Fraptaculani, voci originali di Robert Smigel e Tim Robinson.

Un'altra razza aliena che ha impiegato Neil per la sua azienda Amazin.
- Markula, voce originale di Matt Maiellaro.

Il padrone di casa vampiro degli Aqua Teen.
- Shawn Kemp, voce originale di se stesso.

Un ex giocatore di basket.
- Elric, voce originale di Kyle Kinane.
- Felicity, voce originale di Jo Firestone.
- Liz, voce originale di Lauren Holt.
- Istruttore di stretching, voce originale di Comedian CP.
- Teppisti, voci originali di Lavell Crawford e El-P.
- Membro di Amazin, voce originale di John Wilson.
- Boxy Brown, voce originale di Killer Mike.

## Produzione
In seguito alla distribuzione del lungometraggio Aqua Teen Hunger Force Colon Movie Film for Theaters del 2007 è stata menzionata la produzione di un sequel intitolato Death Fighter. Sebbene molto poco sia stato confermato da Adult Swim riguardo al film, ci sono state molte dichiarazioni al riguardo da parte del cast o da fonti vicine. Il 15 dicembre 2008, Dave Willis ha dichiarato che non era stata scritta alcuna sceneggiatura e che il film sarebbe uscito nella primavera del 2009. In seguito a ciò, in un'intervista dell'aprile 2009, Dave ha scherzato sul fatto che il film fosse privo di qualsiasi tipo di finanziamento e venduto dal retro della sua macchina. In un'intervista del 2010, i membri dello staff dello studio di animazione Radical Axis hanno dichiarato che Death Fighter era in produzione e hanno menzionato la possibilità che il film potesse essere realizzato in 3D. Quando gli è stato chiesto se il film fosse progettato per un'uscita nelle sale, un membro dello staff di Radical Axis ha confermato, tuttavia ha dichiarato che non erano sicuri di avere ancora un distributore. In seguito è stato rivelato che Adult Swim non avrebbe più fatto un altro film.
Entro il 2014, la sceneggiatura era stata completata e approvata e sarebbe stata rilasciata verso metà 2015, dichiarando ironicamente che il film era stato accantonato poiché non era classificato per tutte le età; tuttavia, il 25 aprile 2015, a un panel della convention C2CE, Willis ha dichiarato indirettamente che il progetto è stato cancellato, subito dopo aver annunciato la cancellazione della serie. In seguito ha rivelato su Reddit che la produzione sarebbe costata 3,4 milioni di dollari e ha espresso interesse a finanziare il progetto su Kickstarter. Secondo quanto riferito, ha anche affermato che il film potrebbe essere distribuito nei prossimi due anni.
A maggio 2021 è stato annunciato che il film era in produzione, non rivelando altri dettagli se non che sarebbe stato un film direct-to-video. Il 12 maggio 2021, Adult Swim ha confermato la produzione di tre nuovi film originali, tra cui uno basato su Aqua Teen Hunger Force in esclusiva per HBO Max e successivamente in DVD e on demand. Il 14 novembre 2021 è stato annunciato che il film sarebbe uscito nel 2022. Il 18 maggio 2022, è stato rivelato che il film si sarebbe intitolato Aqua Teen Hunger Force: Plantasm. È stato successivamente cambiato in Aqua Teen Forever: Plantasm. Un'anteprima è stata mostrata all'Adult Swim Festival nell'agosto 2022 e il film è stato confermato per essere pubblicato in Blu-ray, 4K Ultra HD e digitale l'8 novembre 2022.